# Lepeophtheirus parvipes
Lepeophtheirus parvipes är en kräftdjursart. Lepeophtheirus parvipes ingår i släktet Lepeophtheirus och familjen Caligidae. Inga underarter finns listade i Catalogue of Life.